# 奥里奥尔·罗梅乌
奥里奥尔·罗梅乌·比达尔（1991年9月24日—）是一名西班牙足球運動員，出任防守中场，出身巴塞罗那青訓系統，現效力於西甲球會[[巴塞罗那足球俱乐部|巴塞罗那]。

## 生平
2011年羅美奧以435萬英鎊由巴塞罗那轉投英超切尔西，簽約四年。除加盟首季取得較多上陣機會外，一直被投閒置散，更分別被外借到華倫西亞和斯图加特各一個球季。
2015年羅美奧加盟英超球會修咸頓，轉會費500萬鎊，簽約三年。羅美奧於2017年1月24日與修咸頓新簽一份四年半的合約。
2022年9月1日，羅梅烏完成永久轉會至赫羅納。9月9日，他打入了自己的第一個西甲進球，協助球隊2-1擊敗皇家巴拉多利德。

## 外部連結
- Chelsea official profile
- FC Barcelona profile
- BDFutbol profile（页面存档备份，存于）
- Futbolme profile （西班牙文）
- 足球数据库：奥里奥尔·罗梅乌的球员统计数据
- 奥里奥尔·罗梅乌 – FIFA國際賽競賽紀錄 (存檔)